# 知的所有権協会
株式会社知的所有権協会（ちてきしょゆうけんきょうかい）は、1993年1月に、当時「発明学会」会長であった豊澤豊雄によって設立された日本の会社である。公益法人を連想させる名称であるが、株式会社組織の営利企業である。
法人を会員とする任意団体である日本知的財産協会とは全く関係ない。

## 沿革
「社団法人発明学会」は1992年に「一人一発明研究登録」と称して、知的所有権（著作権）の登録事業を開始した。この事業は、認可を受けた社団法人としての定款にない事業であった。また、発明について著作権の登録をしても、特許を取得した場合のような独占的な権利が得られるわけではないにもかかわらず、間違った認識を与えて、登録料を徴収し、特許等による保護の機会を失わせる恐れもあるものであった。
このため、発明学会を認可した科学技術庁の指導により、発明学会は「一人一発明研究登録」を止め、1993年1月には豊澤が株式会社知的所有権協会を設立して、商行為として知的所有権（著作権）登録を行うこととなった。
豊澤及び知的所有権協会代表取締役は、知的所有権（著作権）登録をめぐって日本弁理士会より刑事告発を受け、これを名誉毀損であるとして民事訴訟を起こしたが、2002年に敗訴が確定している。
また、2002年10月には、詐欺による不法行為を理由とした知的所有権協会に対する損害賠償請求訴訟において、岐阜地方裁判所は原告の訴えを認め、知的所有権協会に対して損害賠償を命じている。